# Неро
Не́ро (Росто́вское о́зеро; устар. Каово) — пресноводное озеро на юго-западе Ярославской области России, крупнейшее озеро области. Ландшафтный памятник природы регионального значения.

## Характеристики

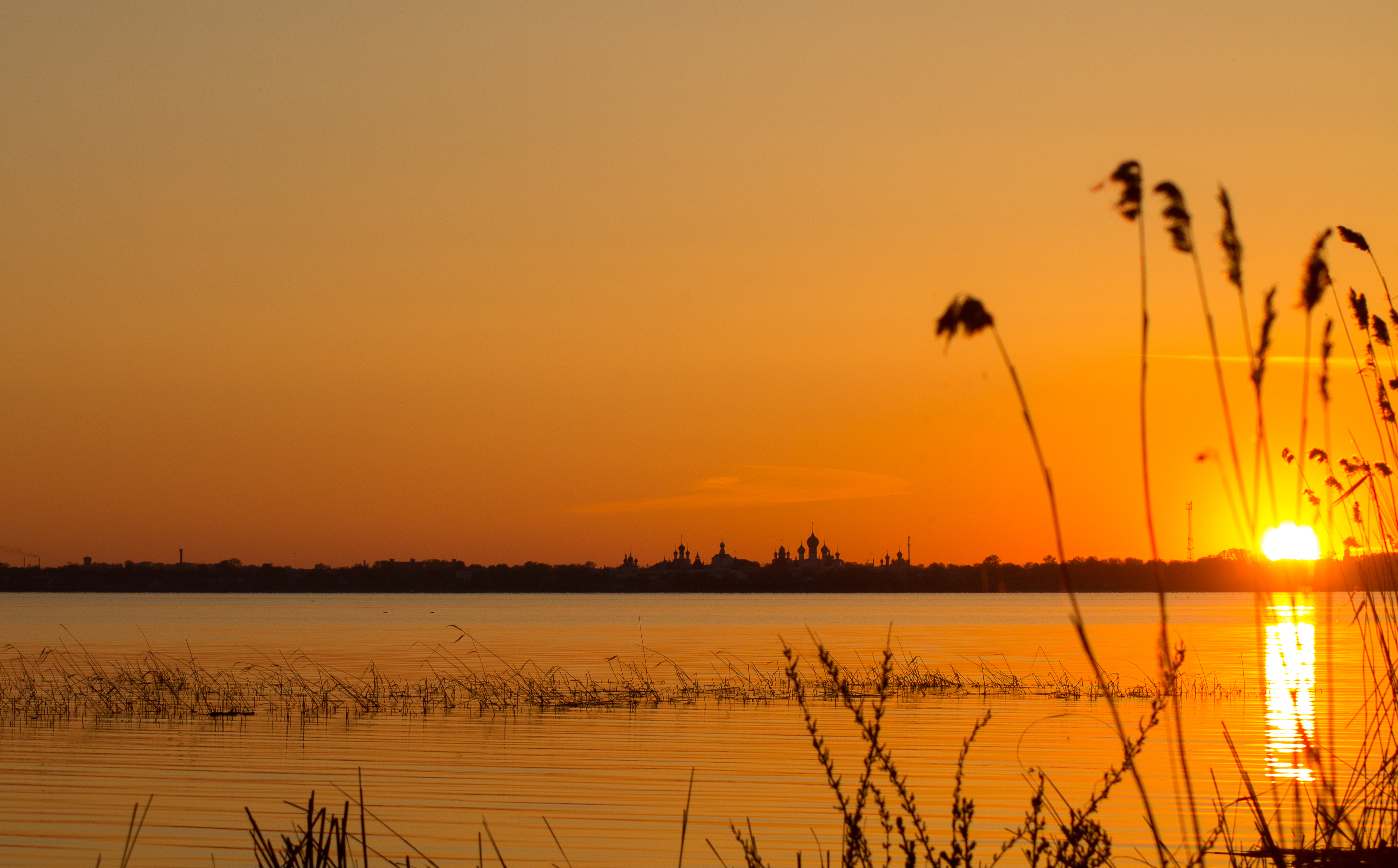
Озеро Неро на закате. На переднем плане видна растительность, растущая со дна озера, что характеризует его высокую эвтрофность

Площадь — от 51,3 до 54,4 км², площадь водосборного бассейна — 1220 км². Годовые колебания уровня озера в среднем равны 230 см. Длина 13 км, ширина 8 км, максимальная глубина — до 3,6−4 м (в среднем около 1 метра). Склоны пологие, берега низменны. Дно покрыто мощным слоем сапропеля (до 12 м; в среднем 1,5-2,5 м, по другим данным 4-5 м). Урез воды находится на высоте от 93 до 95 м. Замерзает озеро в ноябре, вскрывается в апреле. Питание смешанное, с преобладанием снегового. Воды в озере имеют преимущественно гидрокарбонатный состав, однако, в отличие от других озёр средней полосы России, наблюдается повышенная концентраций ионов хлора и сульфат-иона, что требует объяснения. Само озеро — эвтрофное, трофность постоянно возрастает последние столетия.
На озере есть несколько островов: Львовский («Лесной остров»), Рождественский (Городской), а также несколько безымянных островов у истока реки Вёкса. В озеро впадает более 20 притоков, из крупных: Сара, Ишня, Кучебешь, Мазиха, Варус, Чучерка, Уница, Сула. Вытекает река Вёкса. В прошлом в озеро впадала река Устье.
Рыболовство: лещ, окунь, щука и др.
На озере Неро расположен город Ростов Великий (на западном берегу), посёлок городского типа Поречье-Рыбное, сёла Угодичи, Воржа, Львы.

## Строение котловины
В строении котловины озера выделяется несколько террас, имеющих озёрное и озёрно-ледниковое происхождение. Верхние ледниково-озёрные террасы (145—130 м н. у. м.) сформировались в конце ИКС 6. Остальные террасы (120 м, 112 м, 105 м) последовательно формировались в течение позднего плейстоцена во время последней ледниковой эпохи и скоррелированы с речными террасами рек, впадающих в озеро. Котловина имеет ледниково-тектоническое происхождение и представляет собой гляциодепрессию. Ширина днища котловины составляет 10-15 км, оно слабо наклонено и заболочено. Площадь котловины равна 903 км².
В строении четвертичных осадков котловины Н. Г. Судакова, Л. И. Базилевская и др. стратиграфически выделили три серии морен (окская (>400 тыс. л. н.), днепровская (250—300 тыс. л. н.) и московская (200—150 тыс. л. н.)), а также валдайские покровные суглинки, которые разделены между собой озёрно-болотными, старично-болотными и аллювиальными отложениями. Общая мощность позднечетвертичных отложений превышает 60 м, а всех четвертичных — более 160 м, из которых около 100 составляют озёрные осадки.

## Палеогеография
Озеро возникло в конце среднего плейстоцена во время деградации московского оледенения и является реликтом  древнего крупного приледникового бассейна, занимавшего всю Ростовскую низину. Оно одно из немногих озёр предледникового периода в центральной России. В микулинское межледниковье (частично также в оптимум голоцена) по данным спорово-пыльцевого анализа здесь были развиты широколиственные и хвойно-широколиственные леса, водоём был проточным и в целом, вероятно, походил на современный. Во время валдайской эпохи господствовали перигляциальные тундровые условия. В средневалдайское время (в начале и конце стадии) регрессии приводили к сильному обмелению озера или даже формированию болота, котловина заполнялась мощными пачками отложений. Во время LGMа озеро находилось в состоянии регрессии. Озеро увеличилось почти в 2 раза в позднеледниковье. В аллерёде в окрестностях озера произрастали елово-берёзовые редколесья, в похолодание раннего дриаса — тундровые сочетания. В раннем голоцене (по более ранним данным — в среднем) озеро также сильно уменьшилось и занимало лишь центральную котловину, большая часть дна была болотом. На протяжении всего голоцена озеро постепенно заполняется осадками, зарастает.

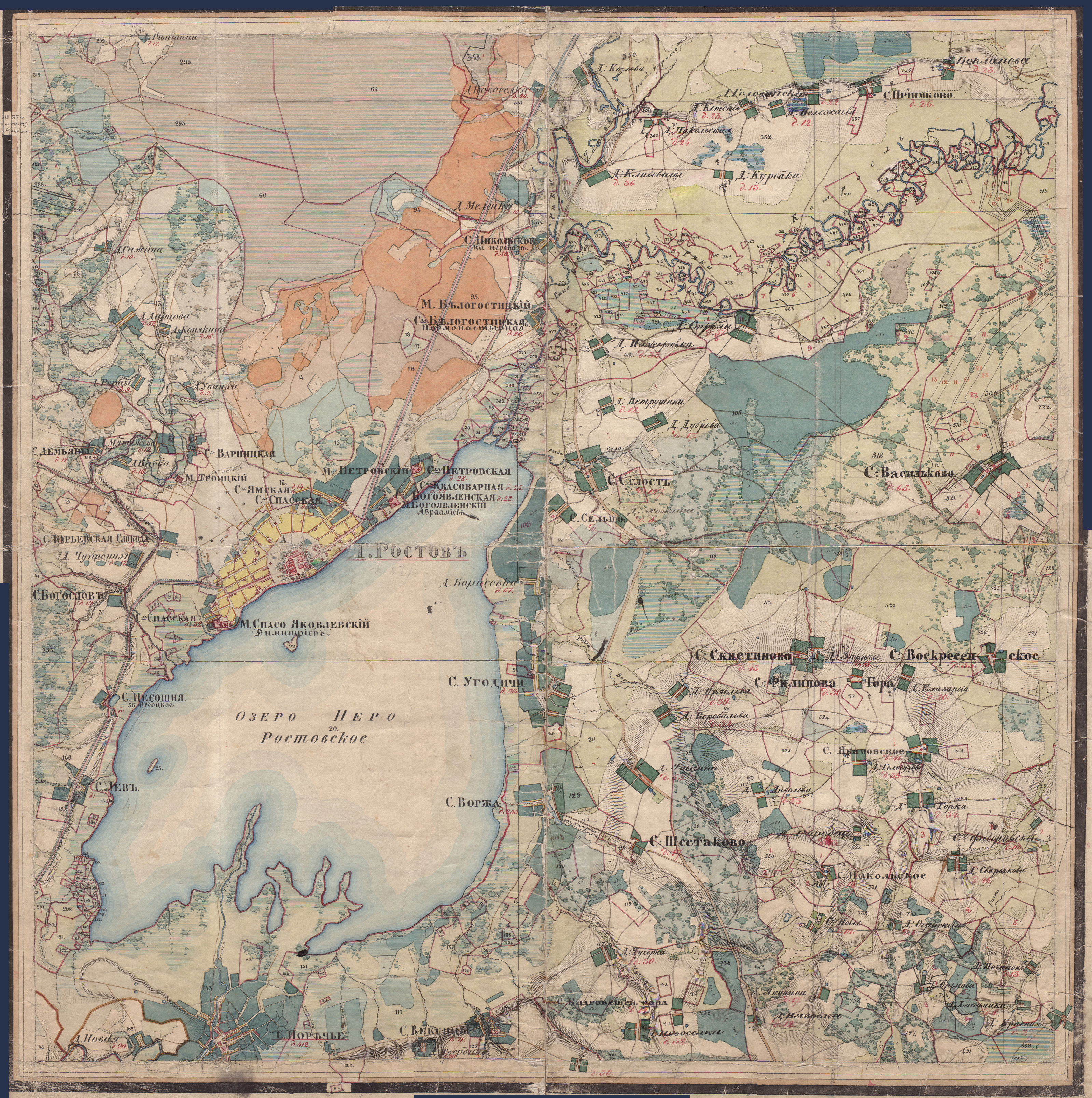
Озеро Неро и его окрестности, из «Атласа Ярославской губернии»

## История

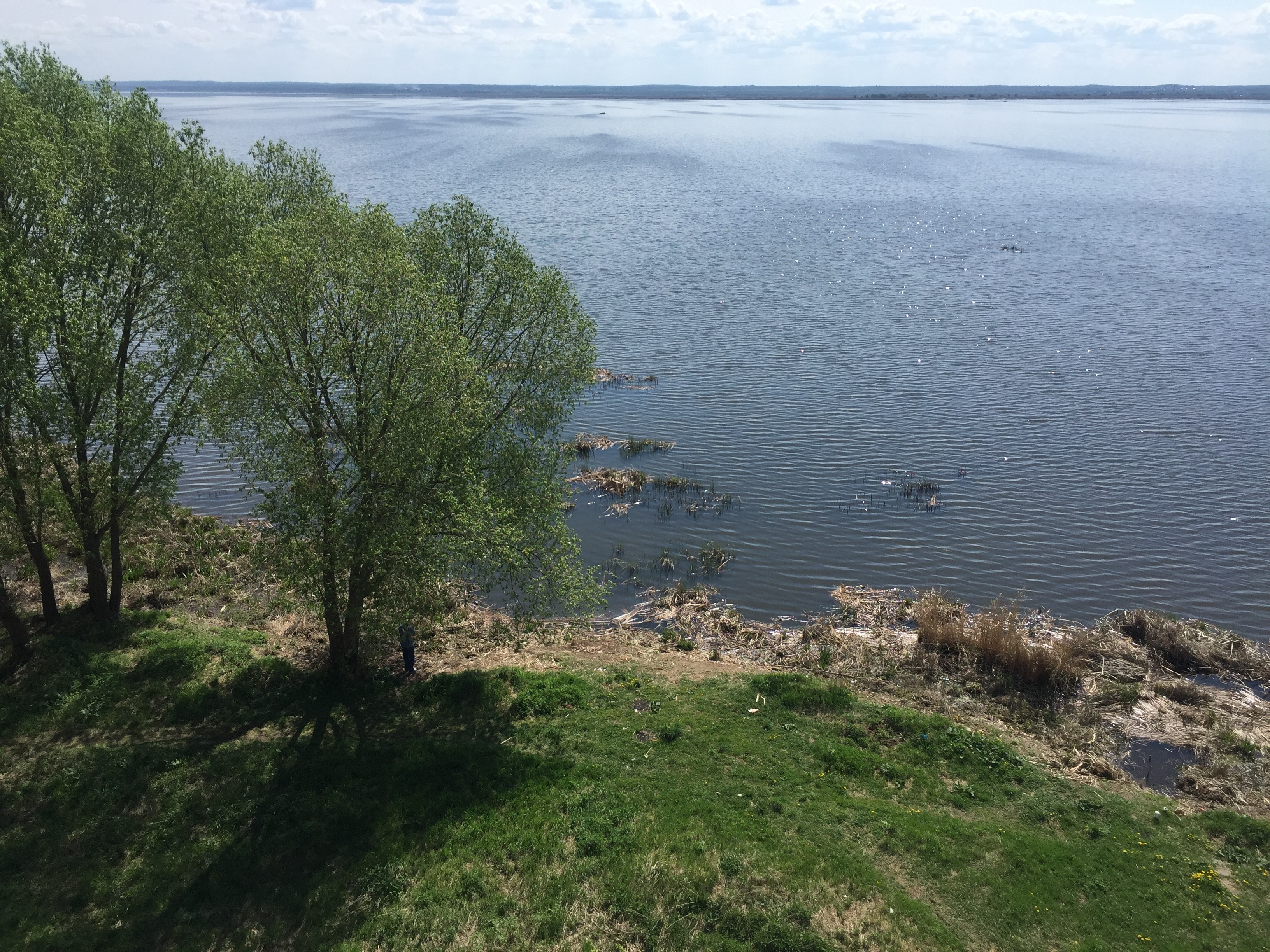
Вид на озеро Неро с колокольни Спасо-Яковлевского монастыря

Первые люди обосновались на озере около 4 тысяч лет до нашей эры. В бассейне озера были найдены могильники фатьяновской культуры: Сарский, Воронинский, Пужбольский, Карашский, Осокинский, Голузиновский, Халдеевский. По мнению ряда исследователей, в Сарском городище на южном берегу озера у племени меря была столица. В IX веке вблизи озера поселились восточные славяне. Они назвали озеро Ростовским в честь города Ростова.
8 мая 1172 года, по решению суда народного веча, через утопление в Ростовском озере был казнён епископ Ростовский Феодор II, которого летописи называют «лжеепископом, насильником и хищником, похитившим престол Ростовской епископии», известный в истории своими кровавыми деяниями. Казнь происходила на так называемом «Вонючем болоте», где позднее была обустроена городская площадь.
Пётр Первый планировал построить здесь свой первый флот, однако впоследствии отказался от этой идеи, так как озеро имело малые глубины, вследствие чего первый бот был построен на Плещеевом озере.
Первый пароход «Емельян» появился на озере в 1883 году.

## Этимология
Этимология названия Неро восходит к древнему озёрно-речному термину нер-, от того же корня называется и река Нерль.